# Charco de Araujo
Charco de Araujo är en ort i Mexiko.   Den ligger i kommunen San Diego de la Unión och delstaten Guanajuato, i den centrala delen av landet, 280 km nordväst om huvudstaden Mexico City. Charco de Araujo ligger 2 007 meter över havet och antalet invånare är 144.
Terrängen runt Charco de Araujo är huvudsakligen platt, men åt nordväst är den kuperad. Runt Charco de Araujo är det ganska glesbefolkat, med 38 invånare per kvadratkilometer. Närmaste större samhälle är San Diego de la Unión, 12,5 km norr om Charco de Araujo. Omgivningarna runt Charco de Araujo är i huvudsak ett öppet busklandskap.